# Samuel Göransson
Josef Samuel Göransson, född 13 november 1892 i Bjärka-Säby i Vists socken, Östergötland, död där 15 oktober 1981, var en svensk konstnär, träsnidare och målarmästare. Ett av hans mer kända verk är altartavlan i Berga kyrka i Linköping.
År 1917 efterträdde han sin far, målarmästaren Johannes Göransson, på Bjärka-Säby där han bland annat utförde konstnärliga arbeten på godsets olika slott. Han hade utställningar i Stockholm, Norrköping och Linköping. År 1978 tilldelades han Linköpings kommuns kulturpris.
Samuel Göransson var far till konstnären Per Göransson. De är begravda på Vists kyrkogård i Östergötland.